# 卢·弗里基诺
卢·裘德·弗里基诺（英語：Louis Jude Ferrigno，1951年11月9日—）是一位美国演员、私人教練及已退休的专业健身运动员。作为一个健身运动员，弗里基诺赢得了国际健美总会美国先生称号及连续两届国际健美总会宇宙先生称号，他同样出现在了健美记录片《铁金刚》中。作为一名演员，弗里基诺则知名于在CBS的电视连续剧《无敌浩克》中扮演同剧名角色及一个由动画与计算机所制作的角色绿巨人。他同样出现在诸如《辛巴达航行七海》与《武士屠龍》(Hercules)的欧产幻想冒险电影中，及在情景喜剧《后中之王》(The King of Queens)饰演他自己，他也出演了2009年喜剧片《寻找伴郎》。

## 電影
- 武士屠龍 (1983年)
- 辛巴达航行七海 (1989年)
- 綠巨人浩克 (2003年)，配音；客串。
- 無敵浩克 (2008年)，配音；客串。
- 寻找伴郎 (2009年)
- 魔蠍大帝4：王權爭霸 (2015年)

狂殺令